# Politikin Zabavnik
Politikin Zabavnik (in serbo Политикин Забавник?) è un periodico serbo con cadenza settimanale fondato nel 1939.

## Storia editoriale
Il primo numero della rivista fu pubblicato il 28 febbraio 1939, all'inizio veniva pubblicato due volte alla settimana: il martedì e il venerdì, attualmente ha cadenza settimanale con venerdì come giorno di pubblicazione. La rivista contiene una porzione dedicata a fumetti e altre dedicate a ricerche scientifiche e eventi rilevanti.
Lo slogan della rivista recita: Za sve od 7 do 107 (traducibile in "Per chiunque dai 7 ai 107 anni").
Dal 1971 Politikin Zabavnik è stato stampato anche in alfabeto latino e in sloveno, quattro anni dopo la rivista raggiunse il suo apice di vendite raggiungendo le 330000 copie vendute per numero. La stampa dell'edizione in lingua slovena è stata interrotta nel 1989 dopo 843 numeri quando la tiratura scese a 8000 copie, successivamente anche la versione in alfabeto latino è stata interrotta.
Nel 2019 la pubblicazione dell'edizione in sloveno è stata ripristinata.

## Logo
Il logo della rivista ha Paperino come mascotte. All'inizio del 1993, a causa di un embargo contro la Jugoslavia imposto dalle Nazioni Unite, Politikin Zabavnik ha dovuto interrompere la pubblicazione dei fumetti Disney e nel logo appariva solo la sagoma di Paperino. Conclusesi le Guerre jugoslave, il personaggio tornò nel logo del periodico.

## Fumetti pubblicati
I fumetti comparsi sulla rivista sono principalmente di origine statunitense e franco-belga, tuttavia sono stati pubblicati anche fumetti italiani (tra cui Cocco Bill di Benito Jacovitti e Corto Maltese di Hugo Pratt).

### Lista pubblicazioni
- XIII
- Agente segreto X-9
- Asterix
- Batman
- Bibì e Bibò
- Blacksad
- Blueberry
- Bernard Prince
- Braccio di Ferro
- Brick Bradford
- Cocco Bill
- Corto Maltese
- Dennis the Menace
- Dick Tracy
- Dikan
- Flash Gordon
- Iznogoud
- Jeremiah
- Largo Winch
- Lucky Luke
- Mandrake il Mago
- Michel Vaillant
- Modesty Blaise
- Principe Valiant
- Rip Kirby
- Spirou e Fantasio
- Superman
- Zigomar

## Controversie
Il 18 gennaio 2019 Politikin Zabavnik pubblicò un articolo sul politico serbo Dimitrije Ljotić, scatenando la reazione dei suoi sostenitori.